# Anolis coelestinus
Anolis coelestinus — представник роду Анолісів з родини Анолісових. Має 3 підвиди. Інші назви «південногаїтянський аноліс», «гаїтянський зелений аноліс», «білогубий аноліс», «аноліс Джеремі».

## Опис
Загальна довжина досягає 15-20 см. Самці дещо більші за самок, з масивнішою головою. Морда значно витягнута. Кінцівки гарно розвинені, довгий хвіст. Забарвлення яскраво—зелене, в залежності від стану основний тон може ставати бурим або коричнево-бежевим. Від кутів рота до основи передніх лап тягнеться яскрава біла смуга, за яку цей вид і отримав одну зі своїх назв. З боків тулуба помітний малюнок з білих цяток, які іноді зливаються у поперечні смужки. Черево та горло біле, у самців горлова торба має яскраво-жовтий колір.

## Спосіб життя
Полюбляє тропічні ліси. Практично усе життя проводить на деревах, ховаючи серед гілля та на стовбурах. Харчується комахами.
Це яйцекладна ящірка. Самиця у дуплі дерева відкладає до 5 яєць.

## Розповсюдження
Це ендемік о. Гаїті. Мешкає у південній та південно—західній частинах острова.

## Підвиди
- Anolis coelestinus coelestinus
- Anolis coelestinus demissus
- Anolis coelestinus pecuarius